# PJ Harvey
Vous lisez un « bon article » labellisé en 2022.
Pour les articles homonymes, voir Harvey.
Polly Jean Harvey, plus connue sous le nom de PJ Harvey (prononcer /piː.ʤeɪ.ˈhɑː.vi/), née le 9 octobre 1969 à Bridport dans le comté de Dorset au Royaume-Uni, est une chanteuse, poétesse, actrice, auteure-compositrice et multi-instrumentiste britannique de rock alternatif.
Elle commence sa carrière en 1988 en rejoignant Automatic Dlamini, un groupe local, en tant que chanteuse, guitariste et saxophoniste. Le leader du groupe, John Parish, devient son principal collaborateur par la suite. Après avoir quitté le groupe, elle forme en 1991, en compagnie de Rob Ellis et Steve Vaughan, un trio appelé PJ Harvey. Le trio sort deux albums studio intitulés Dry (1992) et Rid of Me (1993), qui sont régulièrement cités parmi les meilleurs disques du début des années 1990, avant de se dissoudre, après quoi Harvey continue sa carrière en tant qu'artiste solo. En 1995, elle sort To Bring You My Love, un album qui lui offrira une renommée internationale. S'ensuit la publication de Is This Desire? (1998) et Stories from the City, Stories from the Sea (2000) qui augmente son prestige et sa notoriété. Après la sortie d'Uh Huh Her (2004) et White Chalk (2007), Harvey publie en 2011 Let England Shake, un album orienté sur la poésie de guerre. Puis, à la suite de plusieurs voyages dans des pays et villes touchés par la pauvreté et la guerre, elle sort The Hope Six Demolition Project en avril 2016. Après sept ans d'absence, la chanteuse publie en 2023 I Inside The Old Year Dying influencé par son recueil de poésie : Orlam. Ses neuf albums studio possèdent des atmosphères musicales différentes et contiennent des collaborations avec divers musiciens, dont Parish, son ancien compagnon de groupe Rob Ellis, Mick Harvey et Eric Drew Feldman. Elle a également beaucoup travaillé avec le producteur de disques Flood.
Parmi les récompenses qu'elle reçoit, PJ Harvey gagne le Mercury Prize pour ses albums Stories from the City, Stories from the Sea (2000) et Let England Shake (2011), respectivement en 2001 et 2011, ce qui fait d'elle la seule personne à avoir reçu deux fois le prix. Elle est également nommée huit fois aux Brit Awards, sept fois aux Grammy Awards et pour deux autres Mercury Prize. Le magazine Rolling Stone lui décerne trois distinctions : « meilleur nouvel artiste » et « meilleur auteur-compositeur-interprète » en 1992, et « artiste de l'année » en 1995. De plus, le magazine inscrit trois de ses albums dans sa liste des « 500 plus grands albums de tous les temps ». En 2011, elle est récompensée pour sa contribution exceptionnelle à la musique lors des NME Awards. En juin 2013, elle devient membre de l’ordre de l'Empire britannique pour ses services rendus à la musique.
En dehors de sa carrière de chanteuse, elle écrit et compose pour d'autres artistes ou pour des productions musicales et théâtrales. Elle a publié deux recueils de poésies et participe de temps en temps à des expositions d'arts plastiques.

## Biographie

### Enfance et début dans la musique (1969 - 1987)
Polly Jean Harvey naît le 9 octobre 1969 à Bridport dans le Dorset, et est la deuxième enfant de Ray et Eva Harvey. Ses parents possèdent une entreprise d'exploitation de carrières, et elle grandit dans la ferme familiale à Corscombe,,. Pendant son enfance, Polly Jean va à l'école à Beaminster, ville où elle prend des cours de guitare avec l'auteur-compositeur-interprète de musique folk Steve Knightley. Ses parents, qui sont de grands amateurs de musique, lui font découvrir des styles musicaux et des artistes qui influenceront son travail par la suite, dont notamment le blues, Captain Beefheart et Bob Dylan,. De plus, ils organisent régulièrement des rencontres et des petits concerts, et comptent Ian Stewart parmi leurs plus vieux amis ; celui-ci lui donne quelques leçons de piano,.
Adolescente, elle apprend le saxophone et rejoint l'orchestre de son collège puis le groupe de musique instrumental Bologne constitué de huit musiciens et dirigé par le compositeur Andrew Dickson,,. Elle est également guitariste du duo folk The Polekats, avec qui elle écrit certains de ses premiers morceaux. À ses dix-sept ans la chanteuse se voit offrir sa première guitare par sa mère. Après avoir terminé l'école, elle entre au Yeovil College et suit des cours de théâtre, de sculpture et d'arts visuels,,,.

### Automatic Dlamini(1988 - 1990)

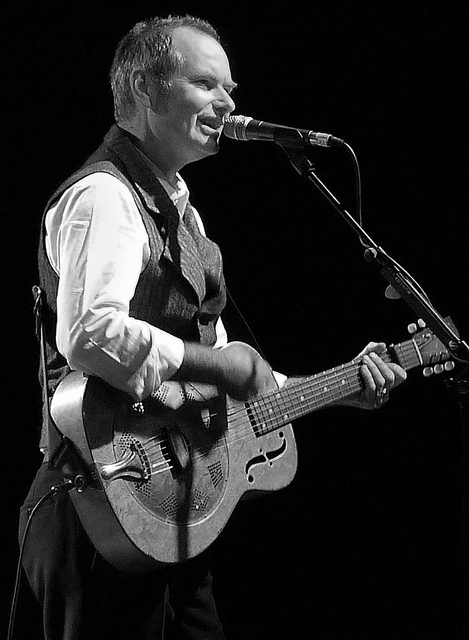
John Parish deviendra le principal collaborateur de Harvey.

Polly Harvey commence sa carrière musicale en juillet 1988, en rejoignant Automatic Dlamini, un groupe basé à Bristol avec qui elle acquiert une grande expérience du jeu et de la scène. Formé par John Parish en 1983, le groupe se compose d'une formation tournante qui voit passer des musiciens comme Rob Ellis et Ian Oliver. Parish et elle se rencontrent en 1987 par l'intermédiaire d'un ami commun : Jeremy Hogg, le guitariste slide du groupe. Puis elle intègre le groupe en tant que saxophoniste, guitariste et choriste. Lors de ses débuts au sein de la formation, Harvey voyage beaucoup, notamment en Allemagne de l'Est et de l'Ouest, en Espagne et en Pologne pour promouvoir le premier album studio du groupe, The D is for Drum. Une deuxième tournée européenne se déroule en juin et en juillet 1989. Après la tournée, le groupe enregistre entre fin 1989 et début 1990 son deuxième album studio Here Catch, Shouted His Father. Il s'agit du seul album d'Automatic Dlamini sur lequel figure Harvey, et reste inédit, bien que des versions pirates circulent dans le commerce.
En janvier 1991, la jeune chanteuse quitte le groupe pour former son propre groupe en compagnie de ses anciens compagnons Rob Ellis et Ian Oliver ; elle noue pourtant de fortes relations personnelles et professionnelles avec certains membres, et en particulier avec Parish, qu'elle qualifie d'« âme sœur musicale ». Il deviendra par la suite son principal collaborateur sur le long terme et coproduira certains de ces albums studio tout en l'accompagnant lors de ces tournées. De plus, la petite amie d'époque de Parish, la photographe Maria Mochnacz, devient une amie proche d'Harvey et s'occupera par la suite de la plupart des pochettes d'album et des clips vidéo de la chanteuse, contribuant de manière significative à développer son image.
Harvey déclare à propos de sa période chez Automatic Dlamini : « J'ai fini par ne plus beaucoup chanter, mais j'étais simplement heureuse d'apprendre à jouer de la guitare. J'ai beaucoup écrit pendant la période où j'étais avec eux, mais mes premières chansons étaient merdiques. J'écoutais beaucoup de musique folklorique irlandaise à l'époque, donc mes chansons sonnaient très folklo et étaient pleines de penny whistles et autres instruments. Il a fallu des années avant que je ne me sente prête à interpréter mes propres chansons devant d'autres personnes »,. Elle attribue également à Parish le mérite de lui avoir appris à se produire devant un public : « Après l'expérience vécue avec le groupe de John et le fait de l'avoir vu se produire, j'ai trouvé qu'il m'était extrêmement utile, en tant qu'artiste, de m'engager avec les gens du public, et j'ai probablement appris cela de lui »,.

### Trio PJ Harvey:DryetRid of Me(1991 - 1994)
En janvier 1991, après son départ d'Automatic Dlamini, Harvey forme, avec Rob Ellis et Ian Oliver, son propre groupe. La jeune leadeuse décide de nommer le trio PJ Harvey après avoir rejeté d'autres noms car « rien ne lui semblait correct ou ne sonnait bien », et aussi car celui-ci pourrait lui permettre de continuer dans la musique en tant qu'artiste solo. Le trio se compose d'Harvey au chant et à la guitare, d'Ellis à la batterie et aux chœurs, et d'Oliver à la basse. Par la suite, ce dernier quitte le groupe, pour rejoindre Automatic Dlamini, et est remplacé par Steve Vaughan. Les débuts « désastreux » du trio ont lieu dans une salle de quilles de Charmouth Village Hall en avril 1991. Harvey raconte plus tard à propos de l'événement : « Nous avons commencé à jouer et je suppose qu'il y avait environ une cinquantaine de personnes, et pendant la première chanson nous avons vidé la salle. Il ne restait plus que deux personnes environ. Et une femme s'est approchée de nous […] pendant que nous jouions, m'a crié : « Vous ne vous rendez pas compte que personne ne vous aime ! Je vous paierai pour que vous arrêtiez de jouer » »,. Le groupe s'installe par la suite à Londres en juin 1991 et Harvey s'inscrit dans une école pour étudier la sculpture, toujours indécise quant à sa future carrière. Pendant cette période, le trio enregistre une série de démos et les distribue à des maisons de disques. Le label indépendant Too Pure accepte de sortir le premier single de la formation, Dress, en octobre 1991, et signe ensuite PJ Harvey. Dress est acclamé par la critique lors de sa sortie et est élu single de la semaine dans le Melody Maker par le critique invité John Peel, qui admire « la façon dont Polly Jean semble écrasée par le poids de ses propres chansons et arrangements, comme si l'air était littéralement aspiré hors d'eux… admirable si ce n'est toujours agréable ». Une semaine après cette sortie, le groupe enregistre une session radio en direct pour Peel sur BBC Radio 1 le 29 octobre, comprenant les titres Oh, My Lover, Victory, Sheela-Na-Gig et Water.
En février 1992, le trio sort Sheela-Na-Gig, son deuxième single, encensé par la critique, et son premier album studio, Dry, en mars. Comme les deux singles qui l'ont précédé, Dry reçoit de nombreuses critiques internationales. L'album est cité par Kurt Cobain de Nirvana comme étant son seizième album préféré dans ses Journals publiés à titre posthume. Le magazine Rolling Stone nomme Polly Harvey comme étant l'« auteur-compositeur de l'année » et la « meilleure nouvelle chanteuse »,. Le groupe bénéficie également d'une couverture médiatique importante à la suite de son concert au Reading Festival en 1992.

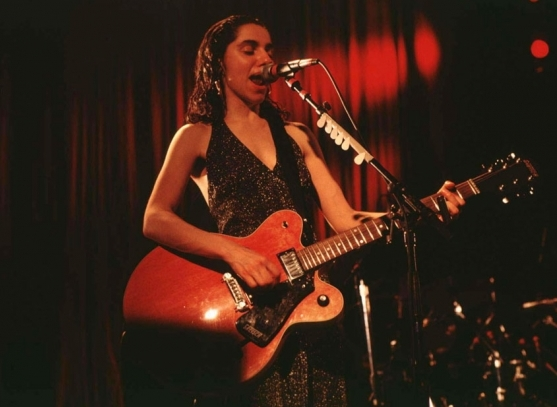
PJ Harvey lors d'un concert à New York en 1993.

Au milieu de l'année 1992, le groupe signe chez le label Island Records, ce qui permet au trio de se rendre, en décembre 1992, à Cannon Falls, au Minnesota pour enregistrer le successeur de Dry avec le producteur Steve Albini. Avant de travailler avec celui-ci, le groupe organise une deuxième session d'enregistrement avec John Peel le 22 septembre, où ils enregistrent une version de Highway 61 Revisited de Bob Dylan et deux nouvelles chansons : Me-Jane et Ecstasy. Les sessions d'enregistrement avec Albini se déroulent au Studio Pachyderm et donnent lieu au second album du groupe, Rid of Me, publié le 4 mai 1993. Le magazine américain Rolling Stone écrit dans sa chronique : le disque « enregistré avec Steve Albini, est chargé d'érotisme agressif et de furie rock. On passe du blues au gothique et du gothique au grunge, souvent à l'intérieur d'une même chanson ». L'album est promu par deux singles, 50ft Queenie et Man-Size,. Le groupe part en tournée en mai au Royaume-Uni puis en juin aux États-Unis, avant de poursuivre les concerts durant l'été,.
Pendant la tournée américaine, les relations commencent à se tendre entre les membres du trio. Deborah Frost, de Brain Surgeons, écrit au magazine Rolling Stone avoir remarqué « un fossé personnel de plus en plus large » entre les membres du groupe, et déclare avoir entendu Polly Harvey dire : « Cela me rend triste. Je ne serais pas arrivé là sans eux. J'avais besoin d'eux à l'époque — vraiment. Mais ce n'est plus le cas. Nous avons tous changé en tant que personnes »,. Malgré les inconvénients personnels de la tournée, des séquences de concerts sont filmées puis compilées sur la cassette Reeling with PJ Harvey (1993). Le trio tourne pour la dernière fois en première partie de U2 en août 1993 avant de se dissoudre. Lors de sa dernière apparition à la télévision américaine en septembre 1993 pour l'émission The Tonight Show with Jay Leno, Harvey interprète une version solo de la chanson Rid of Me. La chanteuse sort à l'automne 1993 l'album solo 4-Track Demos, composé en partie des démos de Rid of Me et de quelques titres originaux. Début 1994, Harvey annonce que Paul McGuinness, le manager de U2, est devenu son manager,.

### To Bring You My LoveetIs This Desire?(1995 - 1999)
Le 27 février 1995, Harvey sort son troisième album studio, To Bring You My Love, avec son ancien collègue John Parish, le multi-instrumentiste des Bad Seeds Mick Harvey et le batteur français Jean-Marc Butty ; ils continueront tous par la suite à jouer et enregistrer pour la chanteuse tout au long de sa carrière,,,. L'album est également le premier à être produit par Flood. To Bring You My Love est à la fois influencé par le blues et par des sons plus modernes que ses prédécesseurs, Harvey élargit son style musical pour inclure des cordes, de l'orgue et du synthétiseur. Le magazine Rolling Stone déclare dans sa critique que « Harvey chante le blues comme Nick Cave chante le gospel : avec plus de distorsion, de sexe et de meurtre que vous ne vous en souvenez. To Bring You My Love est une exceptionnelle version gothique du grunge. Les murmures de PJ Harvey sont encore plus inquiétants que ses cris sur les morbides Down by the Water et Working for the Man »,. Au cours de la tournée promotionnelle, Harvey expérimente également son image et sa personnalité sur scène.
Le disque génère un succès inattendu sur les radios de rock aux États-Unis avec en tête son single principal, Down by the Water. Les trois autres singles — C'mon Billy, Send His Love to Me et Long Snake Moan — connaissent une popularité modérée. L'album devient rapidement un grand succès commercial en se vendant à plus d'un million d'exemplaires dans le monde, dont 370 000 rien qu'aux États-Unis. Il est également certifié disque d'argent au Royaume-Uni dans les sept mois suivant sa sortie, après s'être vendu à plus de 60 000 exemplaires. Aux États-Unis, To Bring You My Love est élu « Album de l'année » par The Village Voice, Rolling Stone,, USA Today, People, The New York Times et le Los Angeles Times. Le magazine Rolling Stone désigne Harvey comme étant l'« artiste de l'année 1995 » et Spin classe en 2021 l'album en 3e position de son top « The 90 Greatest Albums of the ’90s », derrière Nevermind de Nirvana (1991) et Fear of a Black Planet de Public Enemy (1990),.

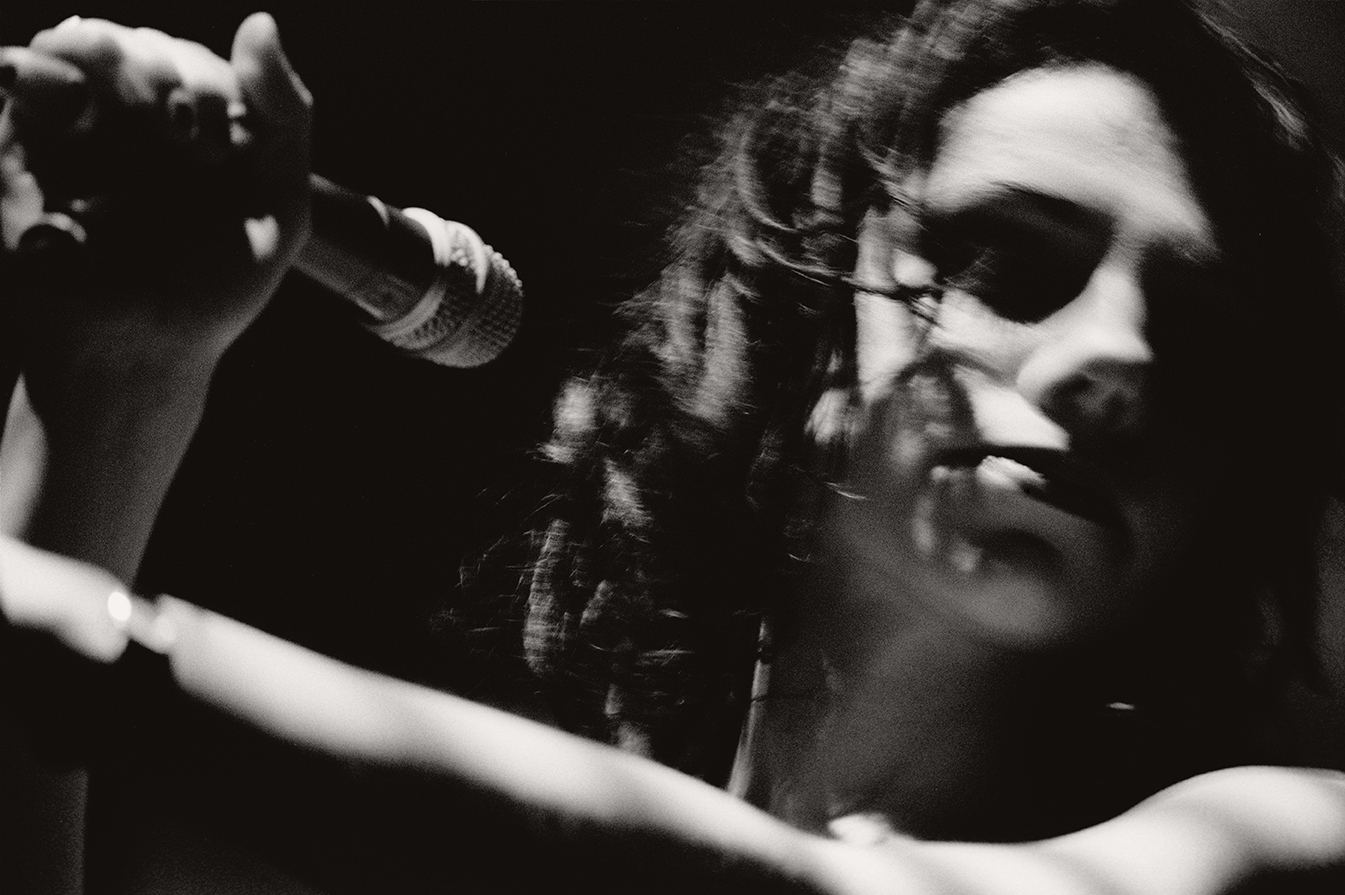
PJ Harvey lors d'un concert à Cologne en 1998.

En 1997, elle est conviée, comme plusieurs autres artistes des scènes rock et country, à participer à la rétrospective consacrée à Kurt Weill à l'occasion de September Songs : The Music of Kurt Weill, pour laquelle elle enregistre une reprise de The Ballad of the soldier’s Wife,.
En 1996, après le succès international de To Bring You My Love et de ses collaborations, Harvey commence à composer des morceaux pour son quatrième album studio, à une période de sa vie qu'elle qualifie d'« incroyablement basse ». Le nouvel opus s'écarte considérablement de son travail précédent et voit la chanteuse tenter quelque chose de plus expérimental avec l'introduction d'éléments électroniques dans sa musique,. Pendant les sessions d'enregistrement en 1997, le batteur original du PJ Harvey Trio, Rob Ellis, rejoint les musiciens d'Harvey, et Flood est engagé à nouveau comme producteur. La période d'enregistrement qui a lieu sur une durée d'un an, d'avril 1997 à avril 1998, donne naissance le 28 septembre 1998 à Is This Desire?. À sa sortie l'album est considéré par la chanteuse comme ce qu'elle a fait de mieux et reçoit en même temps un bon accueil de la part des critiques,,. Is This Desire? connaît un succès commercial important et se voit sélectionné aux Grammy Awards dans la catégorie « Meilleur album de musique alternative »,. Les deux singles de l'album, A Perfect Day Elise et The Wind, connaissent des succès modérés au Royaume-Uni. A Perfect Day Elise atteint la 25e place des UK Singles Chart et devient le single d'Harvey le plus haut placé à ce jour.

### Stories from the City, Stories from the SeaetUh Huh Her(2000 - 2005)
Début 2000, Harvey commence à travailler sur son cinquième album studio Stories from the City, Stories from the Sea en compagnie de Rob Ellis et Mick Harvey. Écrit dans son Dorset natal, à Paris et à New York, l'album présente un son indie rock et pop rock destiné à un plus large public que pour ses albums précédents. Les paroles parlent de l'amour et de l'affection qu'a la chanteuse pour la ville de New York,. L'album comprend la participation de Thom Yorke, le leader de Radiohead, sur trois titres, dont un duo avec la chanteuse sur This Mess We're in. Stories from the City, Stories from the Sea sort le 24 octobre 2000 et obtient très vite un grand succès critique et commercial, se vendant à plus d'un million d'exemplaires dans le monde entier et se classant en 7e position des charts français, en 8e position des charts norvégiens, en 23e position des charts britannique et en 42e position aux États-Unis. Les trois singles de l'album — Good Fortune, A Place Called Home et This Is Love — connaissent des succès modérés.
Stories from the City, Stories from the Sea reçoit un certain nombre de récompenses, dont une nomination aux Brit Awards dans la catégorie « meilleure artiste féminine » et deux nominations aux Grammy Awards dans les catégories « meilleur album rock » et « meilleure performance de rock féminine » grâce à son single This Is Love. Mais surtout, Harvey remporte le Mercury Music Prize en 2001,. La cérémonie de remise des prix a lieu le jour des attentats du 11 septembre au moment où la chanteuse tournait à Washington, l'une des villes touchées, et où elle était prête à recevoir son prix. En 2011, elle se souvient de sa victoire ainsi : « Tout naturellement, je regarde en arrière et je ne me souviens que des événements qui se déroulaient à travers le monde et le fait de remporter le prix ce jour-là n'a pas eu beaucoup d'importance dans le grand schéma des choses », et ajoute que « c'était un jour très surréaliste »,. En 2002, Harvey arrive en tête d'un sondage mené par Q Magazine sur les « 100 Women Who Rock The World ».

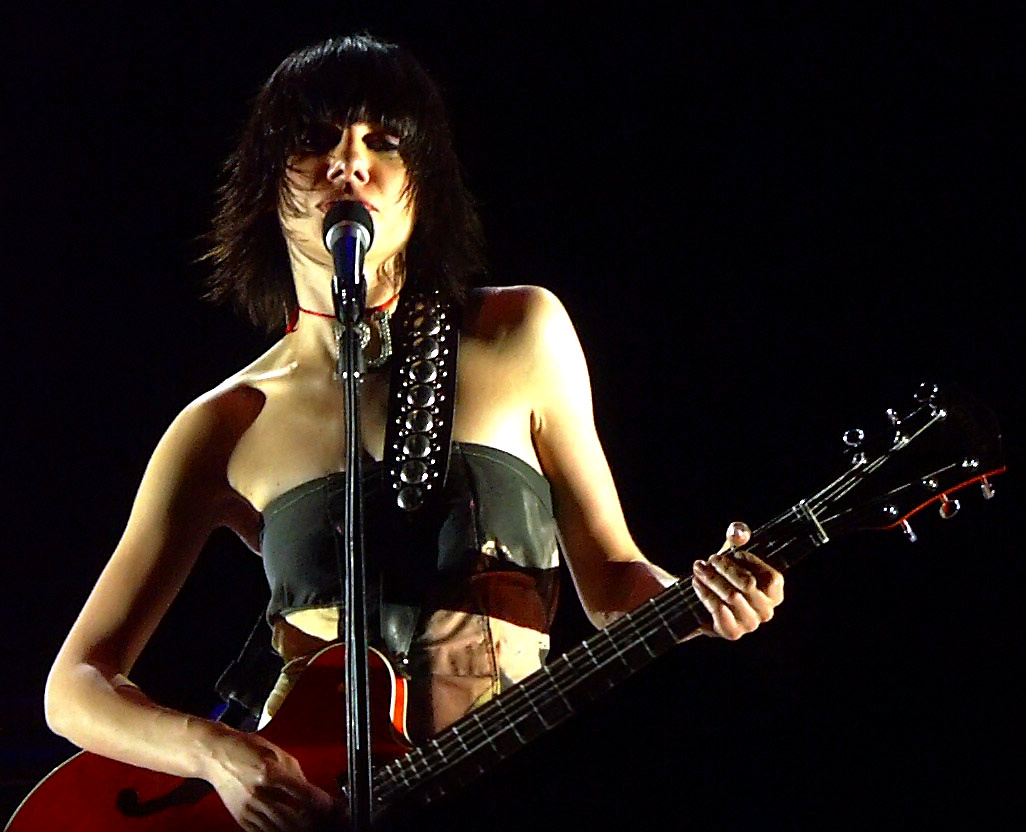
PJ Harvey lors d'un concert en 2004.

Pendant une pause de trois ans où elle se consacre à participer aux albums de Mark Lanegan et Marianne Faithfull en compagnie de Nick Cave, Harvey travaille également sur son sixième album studio. Uh Huh Her sort le 31 mai 2004 et est caractérisé par le fait que la chanteuse assure tous les rôles d'écriture, d'enregistrement, de production et joue de tous les instruments, à l'exception de la batterie jouée par Rob Ellis. L'album reçoit des « critiques généralement favorables » bien que sa production soit souvent critiquée. Uh Huh Her est également un grand succès commercial, arrivant à la 12e place du UK Albums Chart et devient disque d'argent par le BPI dans le mois suivant sa sortie,. Pour promouvoir l'album, PJ Harvey tourne pendant huit mois ; des extraits vidéos de la tournée sont choisis pour être mis dans le premier DVD live de la chanteuse, On Tour : Please Leave Quietly, réalisé par Maria Mochnacz et sorti en 2006,,. Durant la tournée, Harvey se produit dans de nombreux festivals, comme le Glastonbury Festival, et ouvre pour quelques dates les concerts de Morrissey,,. L'album est nommé en 2005 aux Grammy Awards dans la catégorie « Meilleur album de musique alternative » et aux Brit Awards dans la catégorie « meilleure artiste féminine »,.

### White ChalketLet England Shake(2006 - 2013)
Le 26 mai 2006, lors de son premier concert, depuis la tournée Uh Huh Her, au Hay Festival of Literature & Arts, Harvey révèle que son prochain album studio sera presque entièrement composé et consacré au piano. À la suite de la sortie le 23 octobre 2006 de The Peel Sessions 1991-2004, une compilation de chansons enregistrées entre 1991 et 2000 lors de ses sessions radio avec John Peel, elle commence à enregistrer en novembre dans un studio de l'ouest de Londres, avec Flood, John Parish, Eric Drew Feldman et le batteur Jim White, pour son septième album studio White Chalk. Le nouvel opus sort le 24 septembre 2007 et marque un changement musical radical ; la chanteuse abandonne son rock alternatif habituel au profit de ballades au piano. Les critiques restent favorables au changement musical de l'album et son style est décrit par le site Noripcord.com comme contenant « des éléments pseudo-victoriens — drame, retenue, instruments et sons désuets »,,. Le magazine Rolling Stone trouve que la chanteuse s'est tournée vers « une veine gothique, avec une musique plus calme et lancinante jouée au piano ». Harvey déclare elle-même  à propos de l'album : « Quand j'écoute le disque, je me sens vraiment dans un univers différent, et je ne sais pas si c'est dans le passé ou dans le futur. Le disque me trouble, c'est ce que j'aime — il ne donne pas l'impression d'être de notre époque, mais je ne sais pas si c'est il y a 100 ans ou dans 100 ans », et trouve que le son de l'album est « vraiment bizarre ». Pendant la tournée accompagnant l'album, Harvey se produit sans ses musiciens et commence à jouer de l'autoharpe, un de ses principaux instruments après la guitare, et qui sera utilisée dans sa musique depuis White Chalk.

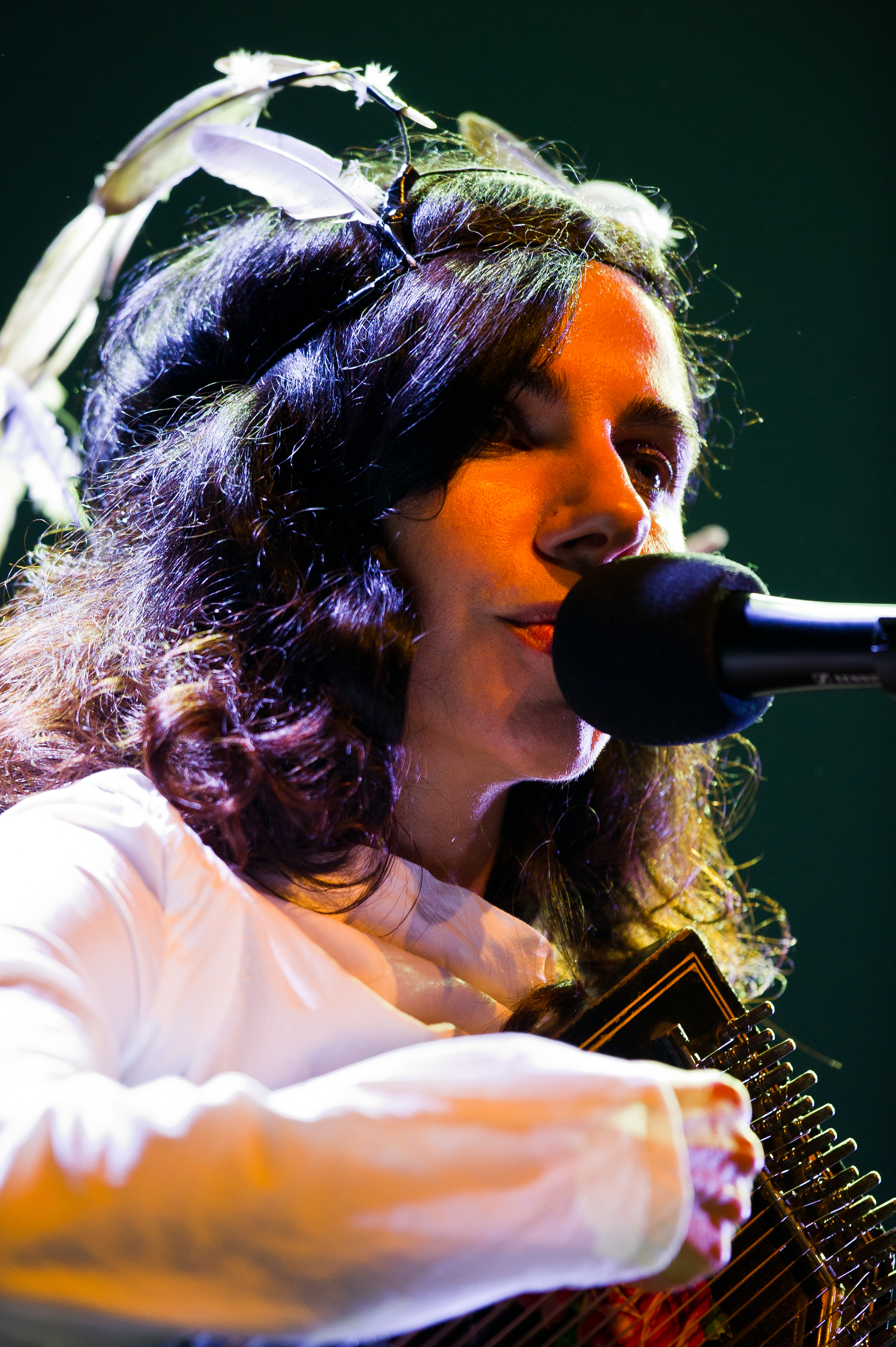
PJ Harvey en concert en 2011 pour promouvoir Let England Shake.

En avril 2010, PJ Harvey interprète, lors du Andrew Marr Show, une nouvelle chanson appelée Let England Shake. Dans une interview avec le présentateur avant l'émission, elle déclare que son nouvel album est « formé à partir du paysage dans lequel [elle a] grandi et de l'histoire de cette nation » et par le fait d'être un « être humain affecté par la politique ». Son huitième album, Let England Shake, sort le 14 février 2011 et reçoit un succès critique considérable. La critique du magazine NME donne une note de 10/10 à l'album  et le résume comme étant « un disque qui s'aventure au cœur des ténèbres de la guerre et de sa résonance dans le passé, le présent et le futur de l'Angleterre ». D'autres critiques notent également que les thèmes et le style d'écriture abordés sont « sanglants et énergiques », mélangeant « une forme éthérée avec un contenu brutal »  et un « son plus puissant ». Traitant du conflit en cours en Afghanistan et d'autres épisodes de l'histoire anglaise, le disque se rapproche du folk rock et s'inspire des lettres de soldats. L'album présente John Parish, Mick Harvey et Jean-Marc Butty comme groupe de soutien et le quatuor réalisent de nombreuses tournées pour promouvoir le nouvel opus. Après la sortie de deux singles, The Words That Maketh Murder et The Glorious Land, et la collection de courts-métrages réalisé par Seamus Murphy pour accompagner les chansons de Let England Shake, Harvey remporte le 6 septembre 2011 son deuxième Mercury Music Prize,. Cette récompense fait d'elle la première personne (et, dix ans plus tard, toujours la seule) à avoir reçu deux fois ce prix, ce qui la fait entrer dans le livre Guinness des records, et après sa victoire les ventes de l'album augmente de 1 190% du jour au lendemain. Le 23 septembre, l'album est certifié disque d'or au Royaume-Uni et est listé comme album de l'année par les magazines Mojo et Uncut,.
Le 3 août 2013, Harvey sort Shaker Aamer une chanson en soutien au dernier citoyen britannique, du même nom, détenu dans le camp de détention de Guantanamo Bay. La chanson décrit en détail ce qu'Aamer a enduré pendant sa grève de la faim de quatre mois.

### The Hope Six Demolition Project(2014 - 2020)

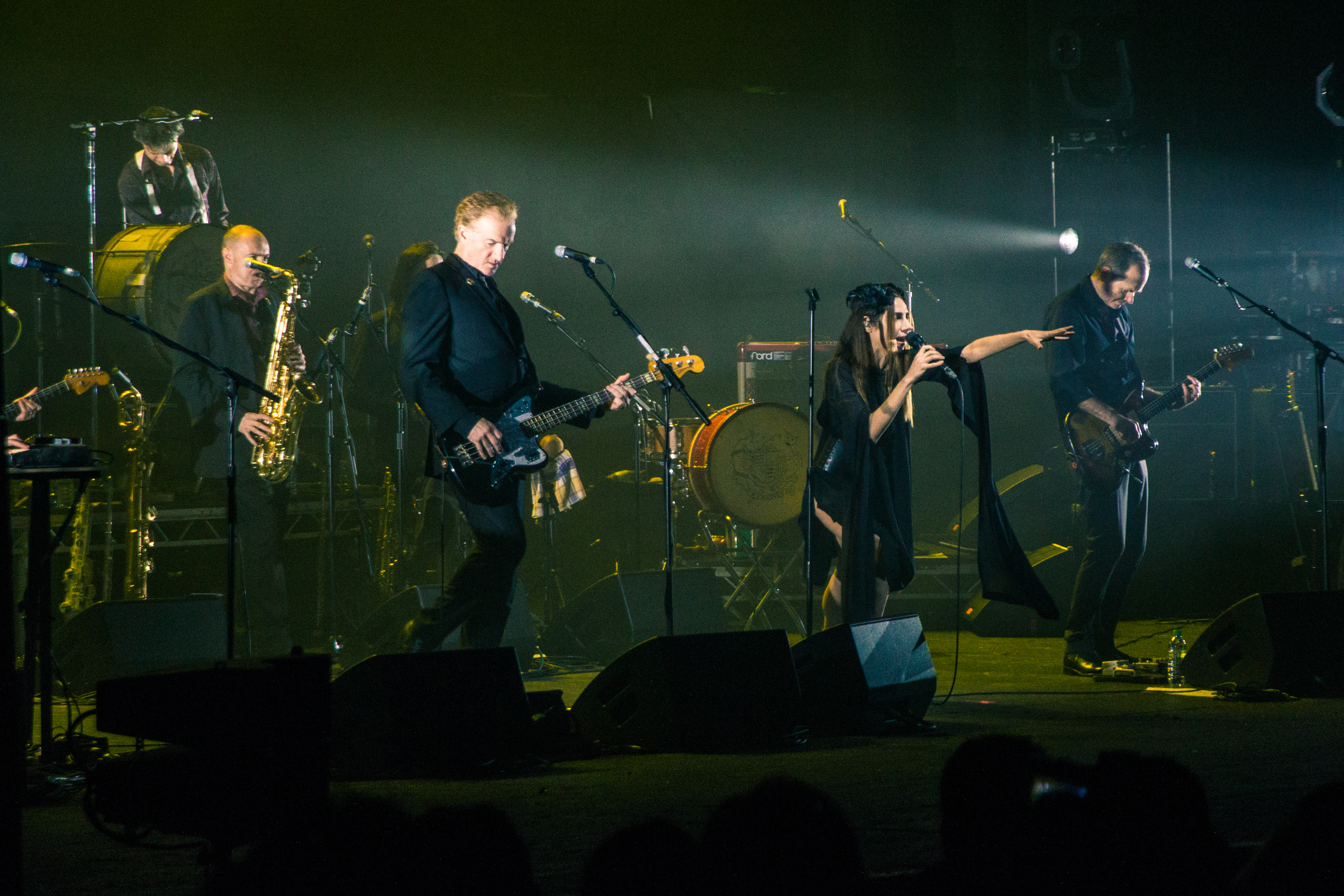
PJ Harvey et ses musiciens pendant un concert à Londres en octobre 2016.

Entre 2012 et 2014, Harvey effectue avec le photographe et reporter Seamus Murphy plusieurs voyages dans des zones en guerre au Kosovo et en Afghanistan, puis à Washington dans des quartiers défavorisés en pleine gentrification où elle prend des notes telle une journaliste. Celles-ci lui permettront d'écrire plusieurs textes de chansons avant de commencer à enregistrer son neuvième album studio, The Hope Six Demolition Project, le 16 janvier 2015 à Londres au Somerset House, dans un studio d'enregistrement construit sur mesure, lors de sessions ouvertes au public,. Le magazine Uncut note que, tout comme son précédent album Let England Shake, de nombreuses paroles sont chargées de messages politiques, mais cette fois-ci, plus axées sur le monde. Pendant les sessions d'enregistrement, le public a pu la voir jouer de différents saxophones, de l'autoharpe et du bouzouki. Flood confirme être de nouveau le producteur de l'album. Le 18 décembre 2015, PJ Harvey publie un teaser de 20 secondes annonçant que l'album sortirait au printemps 2016.
Le 21 janvier 2016, le premier single, The Wheel, est joué dans l'émission de Steve Lamacq sur BBC Radio 6 Music. Son second single, The Community of Hope, est joué en avant-première le 10 mars lors de l'émission de Shaun Keaveny à la BBC, avant d'être commercialisé le jour suivant. L'album sort le 15 avril 2016, parallèlement à The Hollow of the Hand, un livre de poèmes et de photos, conçu avec Seamus Murphy,. The Orange Monkey sort le 2 juin 2016 accompagné d'un clip vidéo réalisé par Murphy à partir d'extraits vidéo pris lors de leurs voyages en Afghanistan. L'album atteint la première place du UK Albums Chart, et est sélectionné pour un Grammy Award dans la catégorie « Meilleur album de musique alternative ». Harvey passe une grande partie des années 2016 et 2017 à tourner avec son groupe de neuf musiciens, emmenant son spectacle live honoré par la critique en Amérique du Nord et du Sud, en Europe et en Australasie.
Au cours du mois de décembre 2018, Harvey annonce la sortie de A Dog Called Money, un documentaire à nouveau réalisé par Seamus Murphy et qui présentera le concept de The Hope Six Demolition Project. Le film présente des séquences de l'enregistrement de l'album, ainsi que des extraits des voyages d'Harvey en Afghanistan, au Kosovo et à Washington, qui ont inspiré la création de l'album,,.

### OrlametI Inside the Old Year Dying(depuis 2021)

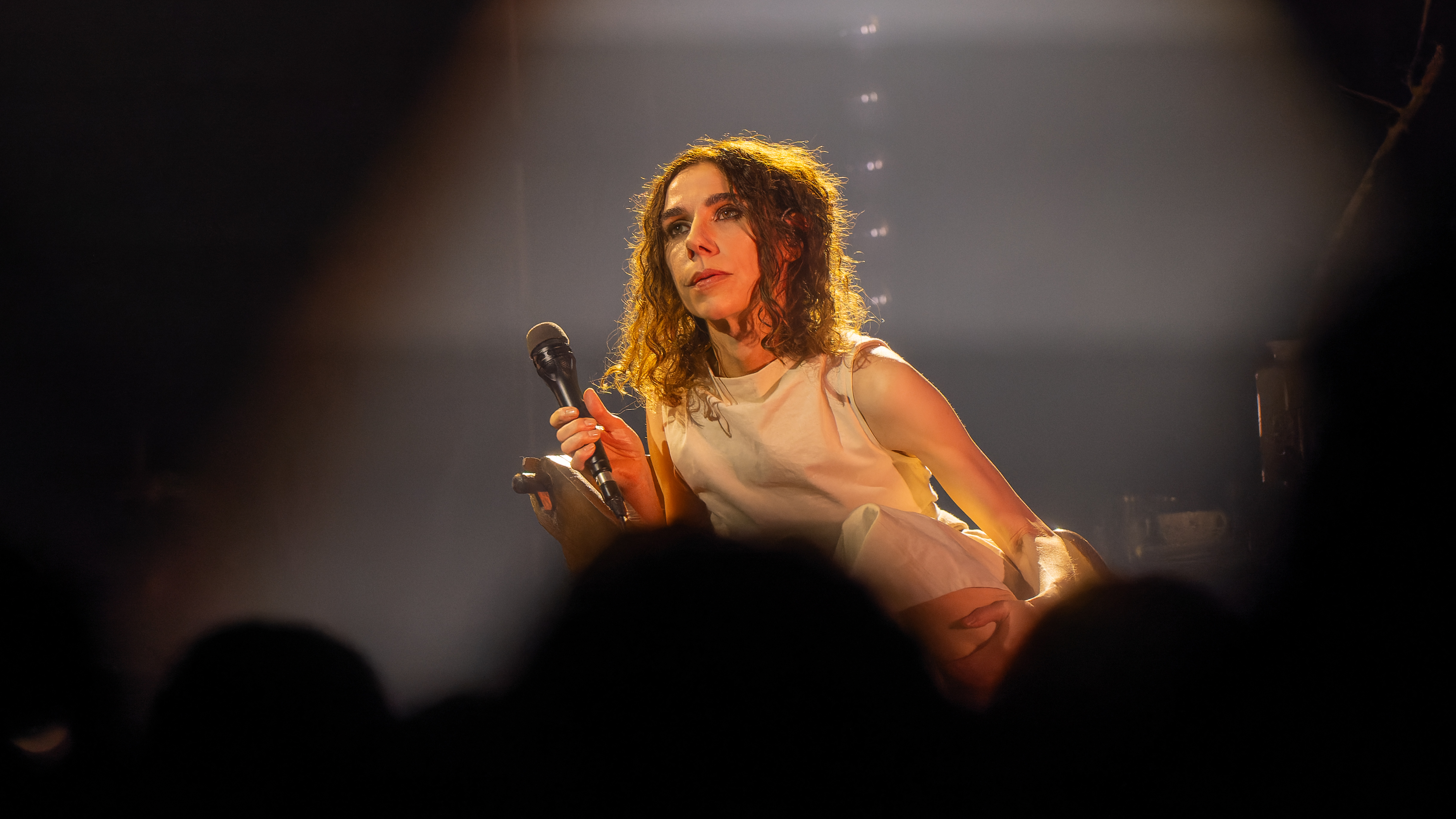
PJ Harvey publie après sept ans d’absence l'album I Inside The Old Year Dying.

Le 12 novembre 2021, Harvey annonce qu'après six années de travail et d'écriture elle sortirait en avril 2022, Orlam, un long poème narratif écrit dans le dialecte du Dorset et qui sera publié chez Picador Poetry. L'ouvrage sera republié en octobre 2022 dans une édition collector illustrée par la chanteuse,,. Lors d'une interview réalisée avec Rolling Stone sur son ouvrage la chanteuse annonce être en train de terminer son dixième album et déclare que celui-ci sortira à l'été 2023,,. Entre-temps la chanteuse publie le 4 novembre 2022 la compilation B-Sides, Demos & Rarities collection qui contient des chansons qui « n’avaient pas tout à fait leur place dans le monde » au moment de leur création.
En avril 2023, la chanteuse publie deux teasers avant d'annoncer la sortie de son dixième album studio I Inside The Old Year Dying chez Partisan Records et qui est produit en compagnie de Flood et de John Parish. Celui-ci découle d'une période où Harvey a eu l'impression d'avoir perdu son lien avec la musique en 2017 et a envisagée d’arrêter sa carrière, ainsi que d'une rencontre avec le réalisateur britannique Steve McQueen qui lui a conseillé de se concentrer sur ce qu'elle aimait dans les « mots, les images et la musique ». L'album est écrit sur une période de trois semaines et est inspiré par Orlam. Elle déclare qu'il lui a « fallu du temps pour trouver sa forme la plus forte ». Le 26 avril, PJ Harvey publie A Child's Question, August comme premier single tiré de l'album. Il est suivi le 7 juin par I Inside the Old I Dying accompagné d'un clip créé par les réalisateurs de stop motion Cristóbal León et Joaquín Cociña,. L'album sort le 7 juillet, Harvey annonce alors une tournée européenne de vingt-six dates entre septembre et octobre 2023. En octobre 2023, elle revient en France après 7 ans d'absence avec deux concerts à l'Olympia. Celle-ci fera ensuite passage dans dix-sept festivals européens. Puis une tournée américaine est planifié à l'automne 2024 en même temps que la sortie du single Seem an I,. L'album est très bien reçu par les critiques, atteint le top 10 de plusieurs pays et est nommé dans la catégorie « Meilleur album de musique alternative » à la 66e cérémonie des Grammy Awards.

## Collaborations et autres projets musicaux

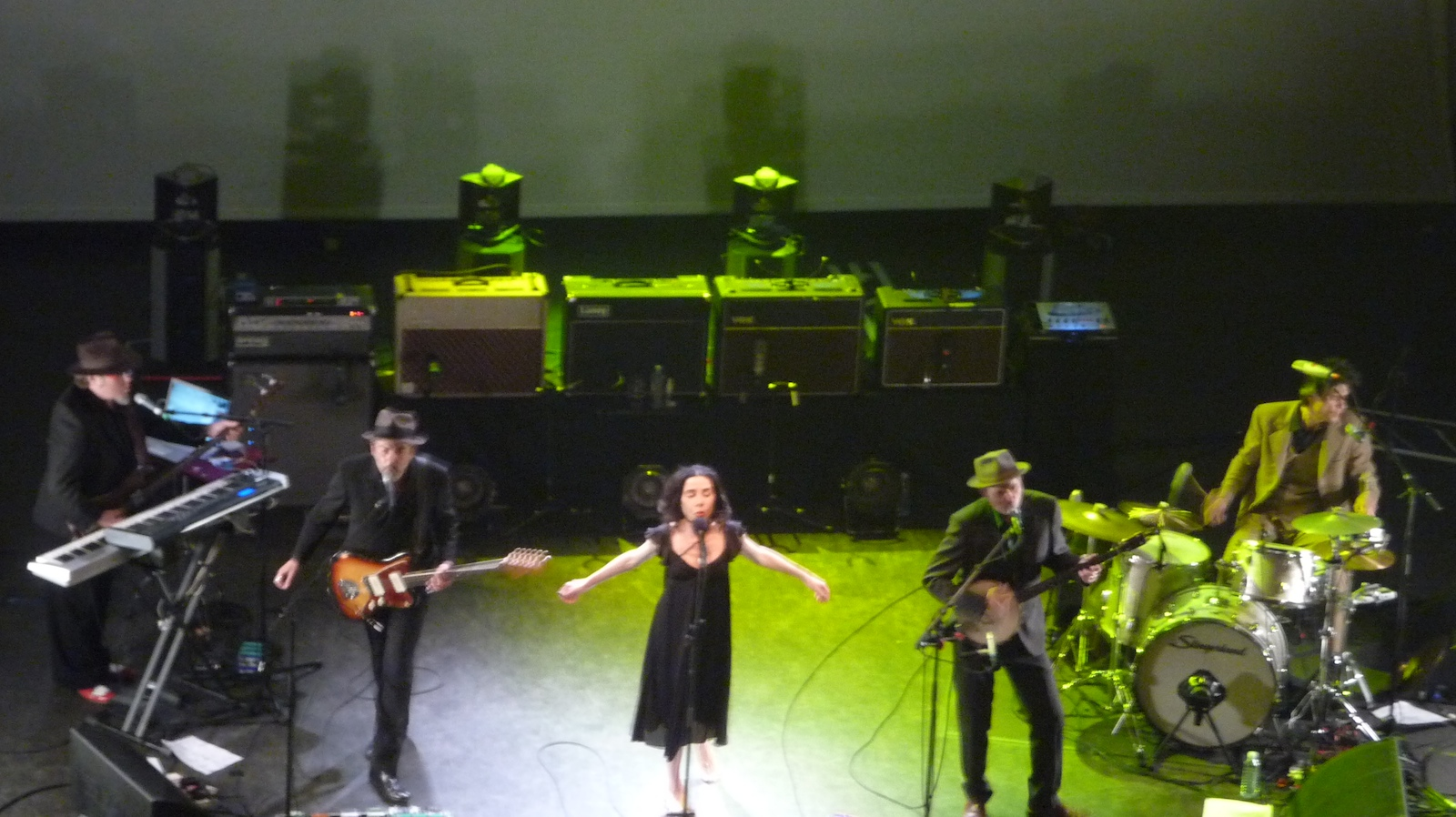
John Parish et PJ Harvey lors d'un concert en 2009.

Tout au long de sa carrière Harvey collabore avec un certain nombre d'artistes. Lors de la cérémonie des Brit Awards de 1994, la chanteuse reprend aux côtés de Björk, l'autre chanteuse de musique alternative en vogue, la chanson (I Can't Get No) Satisfaction des Rolling Stones,. En 1995, elle participe à l'album Murder Ballads de Nick Cave and the Bad Seeds en chantant sur Henry Lee et sur la reprise Death is Not the End de Bob Dylan,,. La même année, elle interprète pour le film Darkly Noon, le jour du châtiment de Philip Ridley la chanson Who Will Love Me Now. En 1998, avant la sortie de Is This Desire?, Harvey est invitée sur l'album de Tricky, Angels with Dirty Faces, en tant que chanteuse solo sur Broken Homes, et contribue à l'album It's a Wonderful Life (2001) de Sparklehorse, en jouant de la guitare, du piano et en assurant les chœurs sur les chansons Eyepennies et Piano Fire. Après la fin de la tournée réalisée pour Stories from the City, Stories from the Sea, Harvey chante sur huit des chansons des EP Volume 9 : I See You Hearin Me et Volume 10 : I Heart Disco de The Desert Sessions, le projet parallèle de Josh Homme, et apparaît dans la vidéo de Crawl Home,. Tout au long de l'année 2004, Harvey est chargé de produire l'album Funny Cry Happy Gift de Tiffany Anders, puis d'écrire, interpréter et produire cinq chansons pour l'album Before the Poison de Marianne Faithfull,, tout en faisant les chœurs sur les titres Hit the City, Methamphetamine Blues et Come to Me de l'album Bubblegum de Mark Lanegan,. Elle contribue également à Slow-Motion Movie-Star, une chanson qui n'a pas été retenue pour paraître sur la liste des titres de Stories from the City, Stories from the Sea et qui se trouve sur le quatrième album studio de Mick Harvey, Two of Diamonds, sorti en 2007. En 2017, elle chante sur The Camp, un single à but caritatif de l'artiste égyptien Ramy Essam, sorti en juin, afin d'aider les enfants déplacés dans la vallée de la Bekaa au Liban, fuyant la guerre civile syrienne.

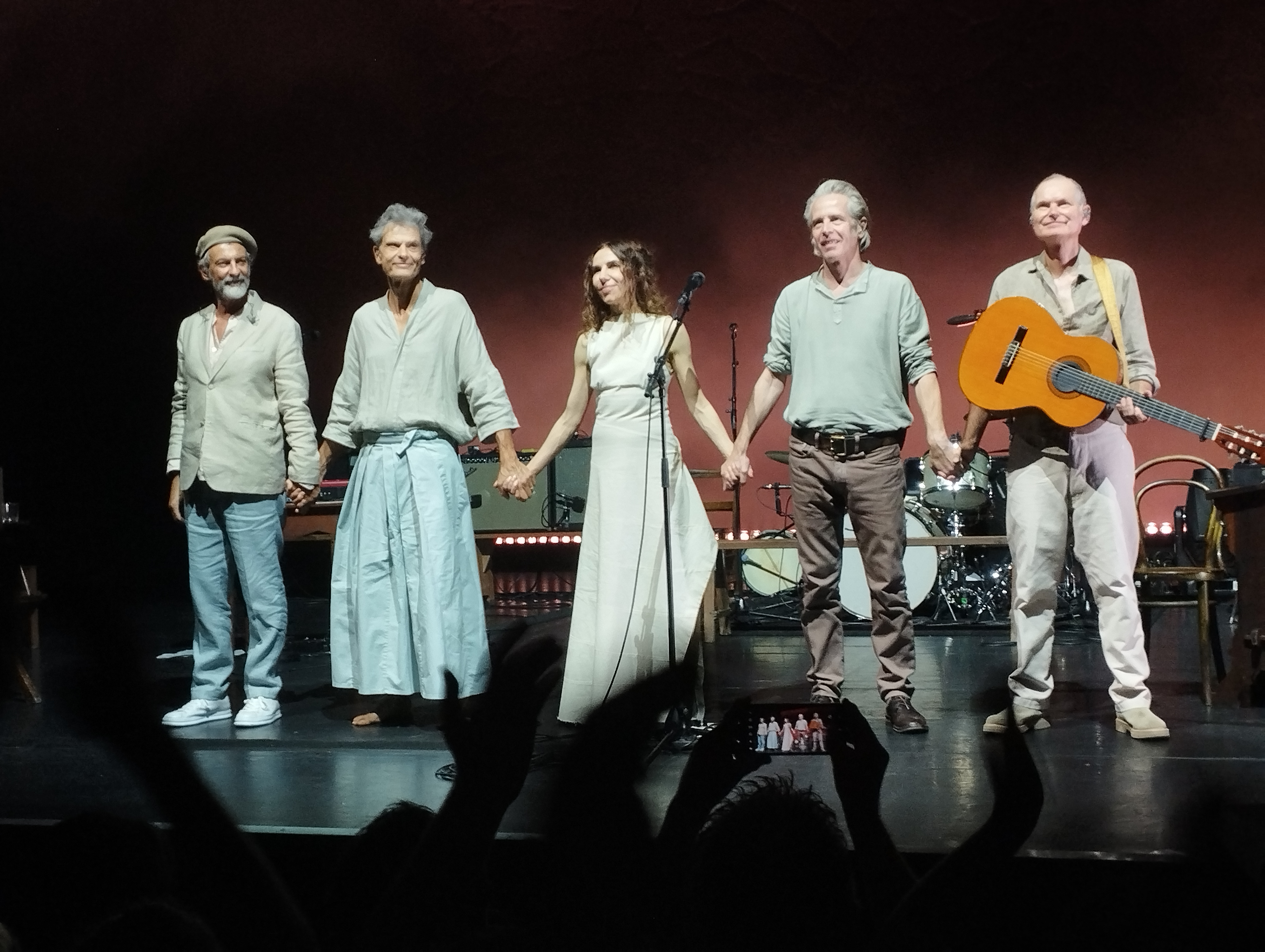
PJ Harvey en concert à l'Olympia en octobre 2023.

Elle enregistre également deux albums studio avec son ami et collaborateur John Parish ; le premier, Dance Hall at Louse Point, sort en 1996 et est coécrit par les deux musiciens, à l'exception de la chanson Is That All There Is ? créée par Jerry Leiber et Mike Stoller,. En 1998, elle chante sur Airplane Blues, une bande-son écrite pour l'exposition artistique Wingwalkers de Rebecca Goddard et Michelle Henning, la femme de John Parish. La chanson est publiée comme morceau clôturant le deuxième album solo de ce dernier, How Animals Move, parut en 2002. À sa sortie en mars 2009, le deuxième album du duo, A Woman a Man Walked By, connaît un succès modéré, atteignant la 25e place des charts au Royaume-Uni,. L'album est promu par le single Black Hearted Love. Au cours de l'année 2018, ils collaborent à nouveau pour l'album Big Dog Dante de Parish, en publiant la chanson Sorry for Your Loss.
Harvey se lance aussi dans d'autres projets de composition ; en janvier 2009, elle inaugure une nouvelle mise en scène de Hedda Gabler d'Henrik Ibsen à Broadway. Réalisée par Ian Rickson et mettant en vedette Mary-Louise Parker, la pièce comporte une musique écrite par la chanteuse britannique. En novembre 2011, elle participe à la composition de la musique pour la production londonienne de Hamlet par Young Vic. En mai 2012, elle créait deux chansons, Horse et Bobby Don't Steal, pour le film de Mark Cousins, What is This Film Called Love.
Entre 2018 et 2019, la chanteuse participe à plusieurs bandes sonores : elle contribue avec le compositeur Harry Escott au morceau An Acre of Land pour le film Dark River réalisé par Clio Barnard. Plus tard, Harvey compose entièrement la musique de l'adaptation théâtrale du film All About Eve (1950), avec Gillian Anderson et Lily James,. La bande originale est promue par la sortie début 2019 de deux morceaux : The Moth (avec Lily James) et Descending. Au cours de l'année 2019, elle compose également la bande-son de la série britannique de quatre épisodes The Virtues, en publiant la chanson The Crowded Cell au cours du mois de mai,. En 2022, elle reprend la chanson Who By Fire de Leonard Cohen et compose en compagnie de Tim Phillips l'intégralité de la musique pour la série Bad Sisters produit par Apple TV+,. En 2024, PJ Harvey et Ben Power coécrivent la bande originale de London Tide, dernière création du Royal National Theatre basé sur le roman L'Ami commun de Charles Dickens,,.

## Style musical, image et influences

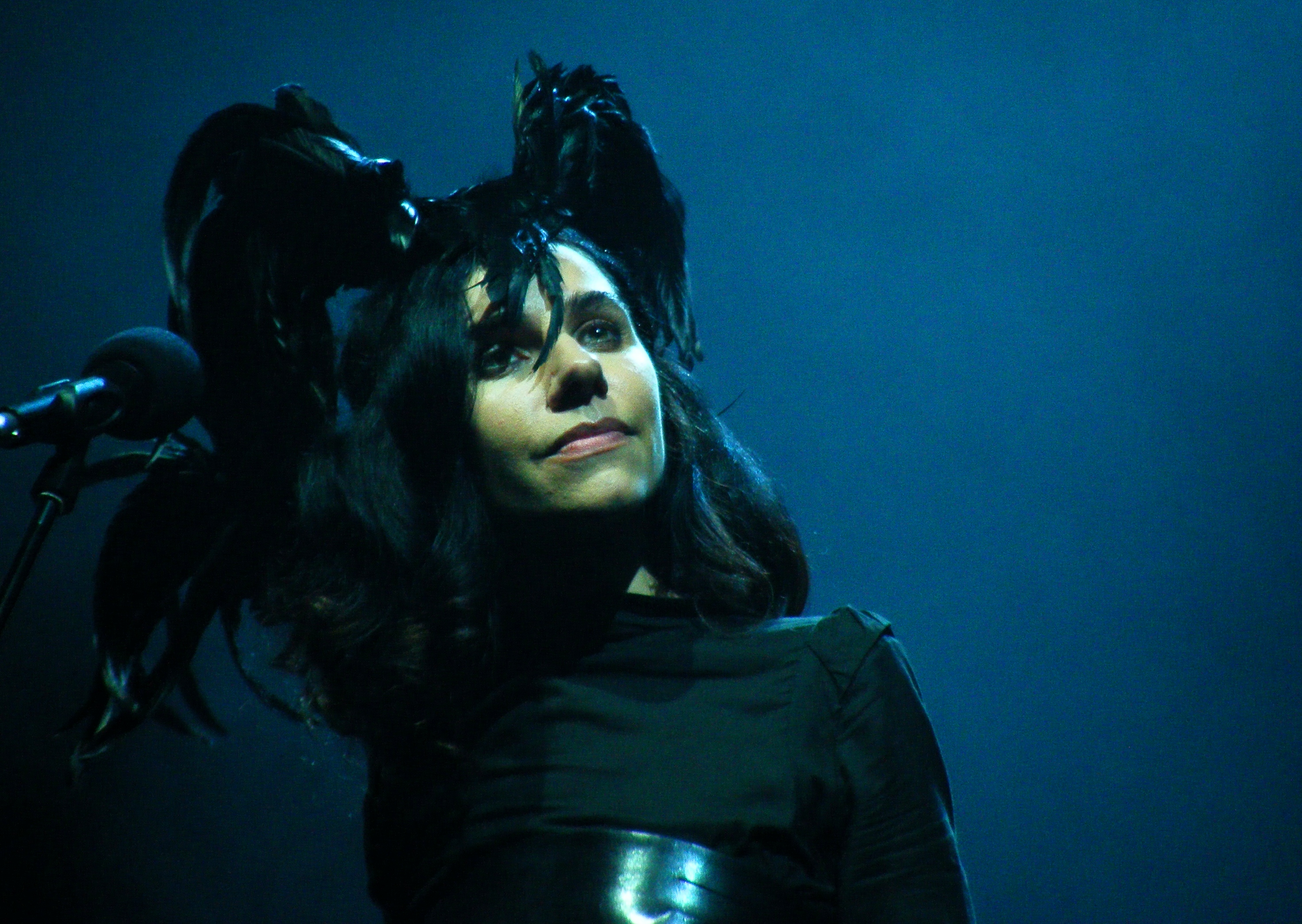
PJ Harvey essaye de renouveler sa musique sur chaque album afin de leur donner une identité propre.

Polly Harvey est une contralto ; elle possède une étendue vocale variant sur trois octaves et deux notes (A 2 à E b6 ),. La chanteuse déclare ne pas aimer se répéter dans sa musique, ce qui lui permet de donner à chacun de ses albums des sonorités très différentes. Dans une interview réalisée en octobre 2004 avec le magazine Rolling Stone, elle déclare : « Quand je travaille sur un nouveau disque, la chose la plus importante est de ne pas me répéter… c'est toujours mon objectif : essayer de couvrir un nouveau terrain et me mettre vraiment au défi. » Bien que son style musical soit décrit comme un mélange entre du rock alternatif, du punk blues, de l'art rock et de l'avant-rock, elle expérimente dans d'autres genres, notamment l'électronique, le rock indépendant et la musique folk.
Elle est également connue pour changer son image pour chaque album en modifiant son style vestimentaire ou sa coiffure, créant ainsi une esthétique unique qui s'étend à tous les aspects du disque, de la pochette jusqu'aux performances live. Elle travaille en collaboration avec son amie et photographe Maria Mochnacz pour développer le style visuel de chaque album. À l'époque de To Bring You My Love, par exemple, Harvey commence à expérimenter son image, en adoptant un aspect théâtral pour ses concerts. Son ancien style vestimentaire, qui consistait en de simples leggings noirs, des pulls à col roulé et des Doc Martens, est remplacé par des robes de bal, des combinaisons, des perruques et un maquillage excessif,. Elle commence également à utiliser des accessoires de scène comme un microphone du même style que celui de Ziggy Stardust. Elle nie lors de cette période toute l'influence venant du drag, du kabuki ou de la performance artistique pour sa nouvelle image. Lors d'une interview accordée à Spin en 1996, elle décrit plutôt son look comme étant celui d'une « Joan Crawford sous acide » et explique : « C'est cette combinaison entre être assez élégante, drôle et révoltante, tout à la fois, qui me plaît. En fait, je trouve que se maquiller comme ça, en s'étalant un peu partout, est extrêmement beau. Peut-être que c'est juste mon sens tordu de la beauté. » Cependant, elle déclare plus tard au magazine Dazed & Confused : « C'était en quelque sorte un masque. C'était plus le masque de ce que je n'ai jamais été. J'étais très perdue en tant que personne à ce moment-là. Je n'avais plus du tout le sens de ma personnalité, ». Depuis elle n'a jamais réitéré l'aspect théâtral développé pour la tournée promotionnelle de To Bring You My Love.
Très tôt, elle est initiée par ses parents au blues, au jazz et à l'art rock, qui l'influenceront plus tard : « J'ai été élevée en écoutant John Lee Hooker, Howlin' Wolf, Robert Johnson, Jimi Hendrix et Captain Beefheart. J'ai donc été exposée à tous ces musiciens très empathiques à un très jeune âge, et cela est toujours resté en moi et semble faire surface davantage en vieillissant. Je pense que notre façon d'être en vieillissant est le résultat de ce que nous avons connu quand nous étions enfants. » Elle déclare aussi beaucoup aimer Elvis Presley, « chez lui tout me plaît. Je pourrais me perdre dans sa voix, mais il n'y a pas que ça » et révèle que dans son recueil Orlam il est une « figure presque divine ». Pendant son adolescence, elle commence à écouter des groupes de new wave et de synthpop comme Soft Cell, Duran Duran et Spandau Ballet, bien qu'elle déclare plus tard que c'était lors d'une phase où elle était « un peu en rébellion contre la collection de disques de [s]es parents ». À la fin de son adolescence, elle devient une fan des Pixies, puis écoute Slint. Elle cite souvent Bob Dylan et Neil Young en parlant de ses influences, car leur faculté à se renouveler constamment joue sur son admiration. De nombreuses critiques comparent Harvey à Patti Smith, ce que la chanteuse rejette et trouve être du « journalisme paresseux ». Cependant, Harvey la décrit comme étant une personne « si énergisante à voir et si passionnée par ce qu'elle fait ». Harvey cite Siouxsie Sioux comme source d'inspiration : « Elle est tellement captivante à regarder, pleine d'énergie et de qualité humaine brute. » Elle s'inspire également de la musique folklorique russe, du compositeur italien de musique de films Ennio Morricone et de compositeurs classiques comme Arvo Pärt, Erik Satie, Samuel Barber et Henryk Górecki. En tant que parolière et poétesse, Harvey cite de nombreux poètes, auteurs et paroliers comme influençant son travail, dont notamment Harold Pinter, T. S. Eliot, William Butler Yeats, James Joyce, Ted Hughes et des contemporains comme Shane MacGowan et Jez Butterworth.
Des artistes tels que Courtney Love, Patti Smith, Anthony Kiedis, Thom Yorke, Nick Cave, Björk, Madonna, David Bowie ou Kurt Cobain admirent le travail de PJ Harvey. Scott Weiland de Stone Temple Pilots cite To Bring You My Love comme l'album lui ayant donné l'envie d'entamer une carrière solo. Des artistes plus récents citent aussi son influence, c'est par exemple le cas de Jehnny Beth, de St. Vincent, d'Olivia Rodrigo, de Clara Luciani, de Halsey, de Phoebe Bridgers et du groupe Uh Huh Her,. En janvier 2023, le magazine Rolling Stone la présente comme la 145e plus grande vocaliste de son classement « Les 200 plus grands chanteurs de tous les temps ».

## Vie privée

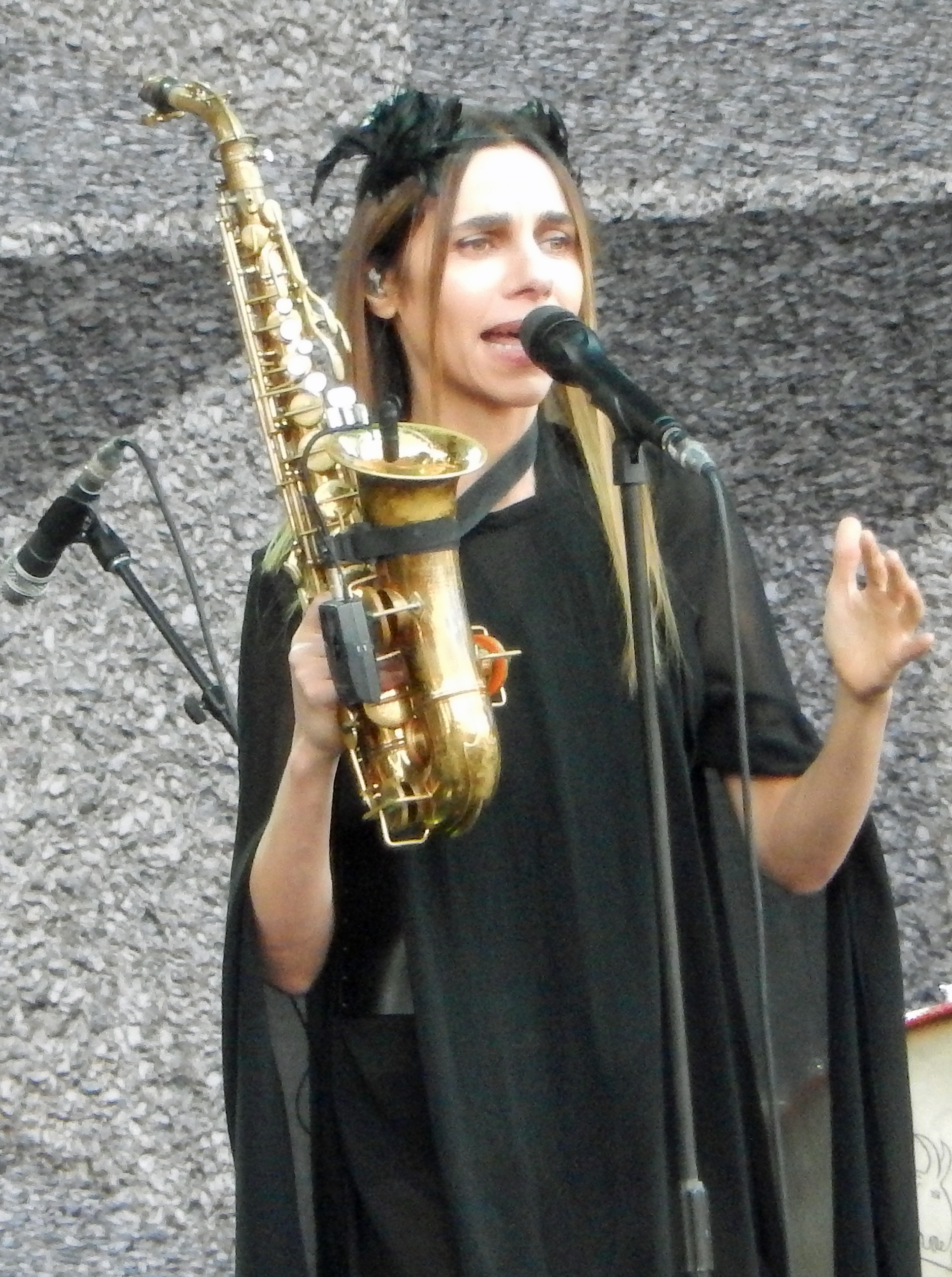
PJ Harvey révoque souvent l'idée que les paroles de ses chansons soient autobiographiques.

Au début des années 1990, Harvey a une relation avec le batteur et photographe Joe Dilworth. En 1996, après leurs collaborations pour la chanson Henry Lee, Harvey annonce être en couple avec le chanteur Nick Cave. Elle le quitte en 1997 à cause des problèmes que rencontre son compagnon avec la drogue et le concept de monogamie. Leur rupture influence Cave dans l'écriture de l'album The Boatman's Call (1997),,,. Certaines chansons telles que Into My Arms, West Country Girl et Black Hair sont écrites spécifiquement à son sujet.
Harvey a un frère aîné, Saul, et quatre neveux. En 1995, elle déclare qu'elle aimerait avoir des enfants :  « Je ne l'envisagerais pas si je ne suis pas mariée. Il faudrait que je rencontre quelqu'un avec qui je voudrais passer le reste de ma vie. C'est la seule personne que je voudrais voir être le père de mes enfants. Peut-être que cela n'arrivera jamais. Je le vois évidemment d'une manière très rationnelle, mais j'aimerais avoir des enfants »,.
Elle rejette l'idée que les paroles de ses chansons soient autobiographiques, déclarant au Times en 1998 : « Le mythe de l'artiste torturée est endémique. Les gens me dépeignent comme une sorte de diable de l'enfer pratiquant la sorcellerie, que je dois être tordue et sombre pour faire ce que je fais. Mais c'est un tas de conneries »,. De plus, elle déclare au Spin : « Certains critiques ont pris mes chansons trop au sérieux, au point qu'ils écoutent Down by the Water en croyant que j'ai réellement donné naissance à une enfant et que je l'ai noyée »,. En 2022, la chanteuse explique à Rolling Stone avoir toujours eu « un penchant naturel de regarder sous la surface » mais que pour elle « ça n'a rien de sombre ».
Harvey rencontre une large opposition à la suite d'un commentaire en faveur de la chasse au renard paru dans un article du magazine NME en 1998, qui rapportait que la chanteuse n'était pas opposée à cette pratique et que « voir la chasse dans les champs est juste naturel pour [elle] ».
La chanteuse est nommée en 2013 membre de l'ordre de l'Empire britannique (MBE) par la reine Elizabeth II lors des Birthday Honours pour ses services rendus à la musique.

## Projets alternatifs

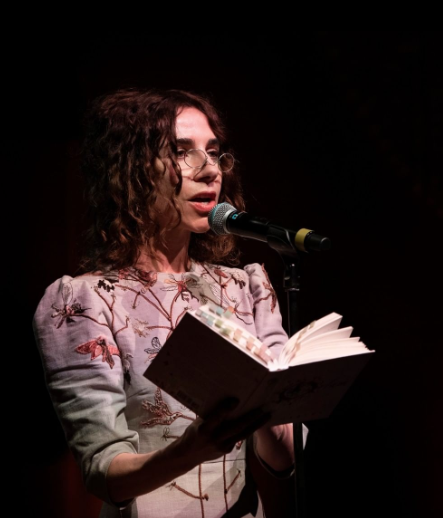
En dehors de sa carrière dans la musique PJ Harvey a joué dans quelques films et a travaillé autour de la poésie, ici la chanteuse lit des extraits de son livre Orlam au Heartland Festival en 2022.

En dehors de sa carrière musicale, PJ Harvey est aussi une interprète et une actrice occasionnelle. En 1998, elle apparaît dans le film d'Hal Hartley, The Book of Life, où elle endosse le rôle de Magdalene, un personnage moderne basé sur la personnalité biblique de Marie Madeleine, et fait une apparition en tant que Playboy Bunny dans A Bunny Girl's Tale, un court métrage réalisé par Sarah Miles, dans lequel elle chante Nina in Ecstasy, une face B de The Wind (1999),. Elle collabore également avec Miles sur un autre film, Amaeru Fallout 1972, en interprétant une version de When Will I See You Again de Thomas Anders,.
Elle est également une sculptrice renommée ; elle a exposé plusieurs pièces au Lamont Gallery et au Bridport Arts Centre. En 2010, elle est invitée à participer à la conception du numéro d'été du magazine littéraire de Francis Ford Coppola, Zoetrope : All-Story. Les peintures et les dessins de Harvey sont présentés aux côtés des nouvelles de Woody Allen. En parlant de ses œuvres au magazine de Coppola en 2011, Harvey déclare qu'il s'agit de sa première occasion pour présenter son travail plastique, créé pendant l'écriture et l'enregistrement de Let England Shake.
En décembre 2013, elle fait ses débuts de lectrice de poésie à la British Library. Le 2 janvier 2014, Harvey présente ce nouveau travail lors de l'émission Today de la BBC Radio 4.
En octobre 2015, la chanteuse publie son premier recueil de poésie, The Hollow of the Hand, en collaboration avec le photographe Seamus Murphy. La création du recueil est réalisée lors des expéditions de Harvey et Murphy au Kosovo, en Afghanistan et à Washington,. Son deuxième recueil, Orlam, sort en avril 2022 et trace la vie d'une enfant de neuf ans en Angleterre.

## Discographie

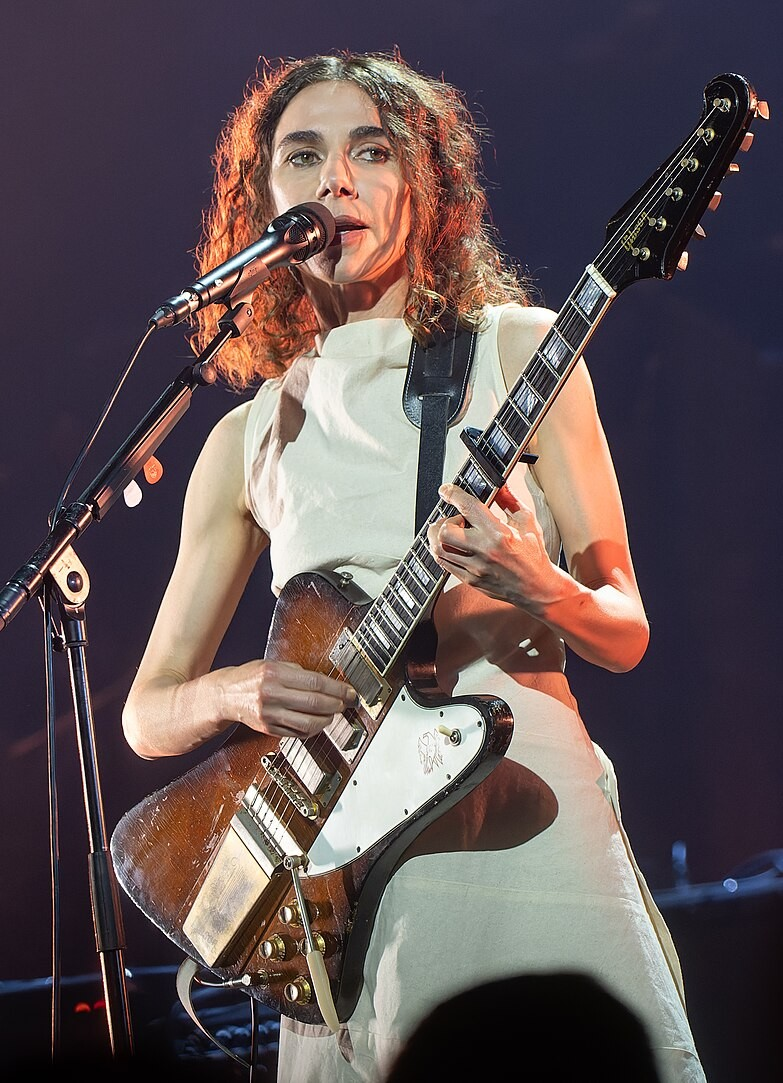
PJ Harvey en 2023.

### Singles
- Dress (Too Pure, 1992)
- Sheela-Na-Gig (Too Pure, 1992)
- Dry (Island Records, 1993)
- 88 Lines About 1 Woman (Island Records, 1993)
- 50Ft Queenie (Island Records, 1993)
- Man-Size (Island Records, 1993)
- Down by the Water (Island Records, 1995)
- C'Mon Billy (Island Records, 1995)
- Send His Love To Me (Island Records, 1995)
- Long Snake Moan (Island Records, 1995)
- That Was My Veil (Island Records, 1996)
- Heela (Island Records, 1997)
- A Perfect Day Elise (Island Records, 1998)
- The Wind (2 CD) (Island Records, 1999)
- Good Fortune (Island Records, 2000)
- A Place Called Home (Island Records, 2001)
- This Is Love/You Said Something (Island Records, 2001)
- The Letter (Island Records, 2004)
- You Come Through (Island Records, 2004)
- When Under Ether (Island Records, 2007)
- The Piano (Island Records, 2007)
- The Devil (Island Records, 2008)
- Black Hearted Love (Island Records, 2009)
- The Words That Maketh Murder (Island Records, 2011)
- The Glorious Land (Island Records, 2011)
- The Wheel (Island Records, 2016)
- The Community of Hope (Island Records, 2016)
- The Orange Monkey (Island Records, 2016)
- Guilty (été 2016) [titre inédit disponible uniquement sur les plateformes de téléchargement officielles]
- A Child's Question, August (Partisan Records 2023)
- I Inside the Old I Dying (Partisan Records 2023)
- Seem an I (Partisan Records 2024)

### Collaborations
- Avec Thom Yorke sur l'album Stories from the City, Stories from the Sea (2000)
- Avec Marianne Faithfull sur l'album Before the Poison (2004)
- Avec Mark Lanegan pour deux chansons sur l'album Bubblegum (2004)
- Avec Josh Homme sur l'album Desert Sessions vol. 9 & 10 (2003)
- Avec Gordon Gano du groupe américain Violent Femmes sur l'album Hitting the Ground (2002)
- Avec le groupe Sparklehorse (Mark Linkous) sur l'album It's a Wonderful Life (2001)
- Avec Pascal Comelade sur l'album L’Argot du bruit (1998) et le mini-CD Swing Slang Song (1999)
- Avec le chanteur Tricky sur l'album Angel with Dirty Faces (1998)
- Sur l'album de reprises de Kurt Weil (en) September songs (1997)
- Avec le groupe Nick Cave and the Bad Seeds sur l'album Murder Ballads (1996)
- Avec Spleen, le groupe de Rob Ellis, ancien batteur de PJ Harvey (1996)
- Avec le groupe Moonshake sur l'album The Sound Your Eyes Can Follow (1994)